# Gabriel Pereira (football, 2000)
Gabriel Pereira Magalhães dos Santos dit Gabriel Pereira, né le 7 mai 2000 à Volta Redonda au Brésil, est un footballeur brésilien qui joue au poste de défenseur central au FC Copenhague.

## Biographie

### En club
Né à Volta Redonda au Brésil, Gabriel Pereira est formé par le club local du Volta Redonda FC. Il commence sa carrière avec ce club, jouant son premeir match le 4 octobre 2020, lors d'une rencontre de Série C, la troisième division brésilienne, face au Londrina Esporte Clube. Il est titularisé et son équipe est battue par un but à zéro.
Le 3 août 2021, Gabriel Pereira rejoint le Portugal afin de signer en faveur du UD Vilafranquense sous la forme d'un prêt d'une saison. Il s'agit de sa première expérience à l'étranger.
Le 30 janvier 2023, Gabriel Pereira signe en faveur du Gil Vicente FC pour un contrat de trois ans et demi.
Le 7 août 2024, Gabriel Pereira rejoint le Danemark en signant avec le FC Copenhague pour un contrat de cinq ans, soit jusqu'en juin 2029.
Il joue son premier match sous ses nouvelles couleurs le 15 août 2024, à l'occasion d'une rencontre qualificative pour la phase de groupe de la Ligue Conférence 2024-2025 face au FC Baník Ostrava. Il entre en jeu à la place de Munashe Garananga lors de cette rencontre où les deux équipes se neutralisent (2-2 score final).
Gabriel remporte le premier trophée de sa carrière avec Copenhague, en participant au seizième titre de champion du Danemark du club lors de la saison 2024-2025.

## Palmarès
FC Copenhague
- Championnat du Danemark (1) :
  - Champion : 2024-25.